# Hippocampus ingens
Тихоокеански морски коњић (Hippocampus ingens) је зракоперка из реда Syngnathiformes и породице морских коњића и морских шила (Syngnathidae).

## Распрострањење
Ареал врсте покрива средњи број држава. Врста је присутна у Мексику, Перуу, Панами, Никарагви, Костарици, Еквадору, Гватемали, Сједињеним Америчким Државама, Колумбији и Салвадору.

## Станиште
Станиште врсте су морска подручја коралних гребена, дубине 1 до 20 m (највише 60 m).

## Угроженост
Ова врста се сматра рањивом у погледу угрожености врсте од изумирања.